# 藤井賢二
藤井 賢二（ふじい けんじ、1975年 - ）は、日本のグラフィックデザイナー・アートディレクター。

## 経歴
愛知県岡崎市生まれ。名古屋芸術大学デザイン学部卒業。2001年、たき工房入社。
日本グラフィックデザイナー協会（JAGDA）会員。
SEVEN-G実行委員。
2022年、仕事と並行して慶應義塾大学大学院システムデザイン・マネジメント研究科を修了。

## 主な作品
- 『2010国際ジュゴン年』（世界自然保護基金）

## 展覧会
- 「「JAGDA TOKYO」第34回展覧会 藤井賢二×長山大樹」(2010)
- 「7G 第1回企画展 “眞木準と27人の若手アートディレクター」(2007)
- 「7G 第2回企画展 “若手アートディレクターが考える生物多様性とわたしたちのくらし”」(2008)
- 「7G 第3回企画展 27 Young Art directors Exhibition 3 “Natural garden in Roppongi”」(2009)
- 「7G 第4回企画展 YOUNG ART DIRECTORS EXHIBITION 4 “DESIGN × SOCCER”」(2010)

## 受賞歴
広告電通賞、消費者のためになった広告コンクール、日経広告賞、中日新聞広告賞、朝日広告賞、毎日広告デザイン賞、新聞広告賞。
2022年 イタリアの国際デザイン賞「A' design award 2022 」photo部門でシルバーを獲得

## 人物

### 仕事について
- 2006年、日本グラフィックデザイナー協会（JAGDA）に入会。グラフィックデザインを中心とした作品を多数発表する。イラストを使ったシンプルな作風が特徴。
- 2009年、たき工房内に制作チーム「kaza☆ana」を立ち上げ、リーダーとして同チームのディレクションを行う。

### 本人について
- 兄1人、妹1人。
- 幼少の頃から美術を得意とし、名古屋芸術大学デザイン学部に進学するも一時的にグラフィックデザインを離れ、クラフトブロックで金属造形を学んだ。また、学科とは別に個人的にイラストやポスターを制作。エアブラシを使った作品を好んで制作した。
- 現在、二児の父。